# 좌종당
좌종당(중국어: 左宗棠, 병음: Zuǒ Zōngtáng 쭤쭝탕[*], 1812년 11월 10일 ~ 1885년 9월 5일)은 중국 청나라 말기의 정치인이다. 후난성 사람으로 1852년 이후 증국번의 상군을 지휘하여 태평천국의 난을 진압하였다. 1866년 중국 최초의 관영 조선소를 만들어 양무 운동의 선구자가 되었다. 1876년 흠차 대신으로서 신장의 위구르족의 난을 진압하고, 1884년 청프 전쟁 당시에는 평화적인 외교 활동을 벌였다.
미국식 중국 요리인 제너럴 초스 치킨(좌종당계)이 좌종당이 즐겨먹었다고 해서 그 이름이 붙여졌으나, 정작 중국 본토에는 존재하지 않는 음식이라 낭설에 불과하다.

## 생애

### 유청년기
좌종당은 1812년 후난성 샹인현의 사대부 지주 가문에서 태어났다. 가족들은 그에게 5세부터 시작하는 현의 사립 서당에 입학하도록 후원하였고, 그곳에서 그는 유학을 배웠다. 나이 20세에, 그는 국자감에 들어갔다.
좌종당의 어린 시절(1822-1835)에 과거에 일곱 번이나 낙방하였다. 26세에 그는 자신의 출세를 포기하기로 결심하고, 상강을 통해 낙향하였다. 누에를 치며 독서를 계속하였고, 차를 마시는 생활을 하게 되었다. 이 시기에 그는 서양의 과학과 정치경제에 관심을 가지게 되었다. 친구 호임익은 좌종당의 재능을 높이 샀으며, 종종 인사에 좌종당을 추천하였다. 1849년(도광 29년) 호남을 방문한 임칙서와 만났으며, 스스로를 청말 제갈량이라고 칭하고 있었기 때문에, 대부분의 사람들로부터 괴짜 취급을 받았다.

### 태평천국의 난
1850년(도광 30년)에 태평천국의 난이 발발했다. 호임익의 천거로 호남 순무 장량기, 낙병장의 휘하에서 초군을 조직하여 태평천국군의 공격으로부터 장사를 방어했다. 그 후에도 여러 지방을 돌아다니며 군공을 세웠고, 증국번의 추천으로 1861년(함풍 11년)에 절강순무가 되어 절강으로 가서 태평천국군과 전투를 계속했다. 영국과 프랑스와 협력하며 진화 · 소흥 등을 탈환하여, 1863년(동치 2년)에 민절총독으로 승진했다. 1864년(동치 3년)에는 항주를 탈환하면서 절강을 평정하였다. 서종간, 서린과 협력하여 동남부의 태평천국군 잔당을 소탕했는데, 이세현, 왕해양 등 잔당 세력을 양창준, 유전, 왕덕방, 강국기, 고연승, 포초, 황소춘, 장익례, 임문찰 등 상군을 파견하여 임무를 완수했다. 태평천국을 진압한 후 증국번과 이홍장 등과 함께 군비강화를 위한 양무운동을 추진하여 복주선정국 등을 세웠다.

### 서북부 평정
1866년(동치 5년)에는 섬감총독으로 전임하여, 회족(이슬람교도)인 둥간족의 반란(둥간 혁명) 진압을 맡아 임무를 수행했다. 그러나 이 와중에 염군이 날뛰자 회교도 진압은 제쳐두고 염군 토벌을 먼저 수행해야 했다. 당시 염군은 이홍장의 활약으로 동서로 분열되었고, 이전의 기세가 약화되어 있었다. 때문에, 좌종당은 위광도, 요응기, 원보항, 진식, 송경, 조병균 등을 이끌고 이홍장과 함께 염군 토벌을 시작하였다. 장종우가 이끄는 서염군의 평정에 전념하였고, 1867년(동치 6년) 동염군은 이홍장의 회군에 포위되어 괴멸되었고, 이어 이듬해 1868년 6월 서염군도 평정되었다.
배후의 안전이 확보되자, 같은 해 10월에 다시 둥간족을 진압하기 위해 출동하여 임지인 섬서성, 감숙성으로 진군하여 섬서성의 서안으로 들어갔다. 우선 북서쪽 동지원에 주둔하는 백언호의 회족군을 격파하고, 섬서를 평정했다. 그러나 마화룡 등의 잔당들이 감숙성 동부 금적보에서 농성하며 저항을 이어갔다. 좌종당도 1869년(동치 8년)에 포위 공격을 시작했다. 그러나 잔당들의 저항이 장기화되자 북경 정부에서도 소환해야 한다는 소리가 높아졌다. 1871년(동치 10년) 1월에 책임을 느낀 부장 유송산이 야습을 시도했지만, 실패로 돌아갔고 전사하는 타격까지 입게 되었다. 유송산의 조카 유금당은 설욕을 하기 위해 금적보를 급습하여, 결국 금적보를 함락시키고 마화룡을 처형하여 임무를 달성하게 되었다. 회민들을 달래기 위해 도망간 백성들을 다시 불러 정착시키고, 토지 개간과 식량 원조를 통해 회민의 불만을 무마시켰다.

## 같이 보기
- 제너럴 초스 치킨

## 참고 자료
- 이 문서에는 다음커뮤니케이션(현 카카오)에서 GFDL 또는 CC-SA 라이선스로 배포한 글로벌 세계대백과사전의 내용을 기초로 작성된 글이 포함되어 있습니다.
- 梁啓超著、張美慧訳『李鴻章 清末政治家悲劇の生涯』久保書店, 1987년

틀:함풍제의 섭정